# Раухвергер, Михаил Рафаилович
Михаил Рафаилович Раухвергер (22 ноября [5 декабря] 1901, Одесса — 18 октября 1989, Москва) — русский и советский пианист, композитор и педагог. Народный артист Киргизской ССР (1961), Заслуженный деятель искусств РСФСР (1974).

## Биография
В 1920—1922 гг. преподавал в Одесской народной консерватории.
В 1927 г. окончил Московскую консерваторию по классу фортепиано (у К. А. Киппа и Ф. М. Блуменфельда).
Преподавал в Московской консерватории (с 1928 г. — ассистент, с 1931 — доцент, с 1939 года — профессор). В 1939—1941 гг. заведовал кафедрой специального фортепиано.
Член Союза композиторов СССР.
Депутат Верховного Совета Киргизии[когда?].
Похоронен на Ваганьковском кладбище.

## Награды
- орден Трудового Красного Знамени (01.11.1958)
- орден Дружбы народов (03.03.1983)
- орден Красной Звезды
- Народный артист Киргизской ССР (1961)
- Заслуженный деятель искусств РСФСР (1974)

## Сочинения
Марш октябрят на стихи Ольги Высотской: «Мы весёлые ребята, мы ребята октябрята…» (1940)
Оперы:
- Сказка о Золотом Чубе, Кокуль (1942)
- Красная Шапочка (1-я редакция — 1949; 2-я — 1967);
- Джамиля (1960);
- Снежная королева (опера-балет, 1967)

Балеты:
- Чолпон (балет, 1943);
- Близнецы (1948)
- Тимур и его команда (1950)
- Джаныл (1970)
- Колобок (1974)
- Синяя птица (1980)

## Фильмография
- 1936 — Приключения медвежонка
- 1937 — Белеет парус одинокий
- 1956 — За власть Советов
- 1958 — Человек с планеты Земля
- 1958 — Военная тайна
- 1958 — Сказка о Мальчише-Кибальчише (мультфильм)
- 1959 — Чолпон — утренняя звезда
- 1969 — Старый дом
- 1970 — Хуторок в степи